# لیلیان اسورو
لیلیان اسورو (زاده ۸ مارس ۱۹۸۲ در لاگوس، نیجریه) یک هنرپیشه، شخصیت اجتماعی، رسانه‌ای و تاجر نیجریه‌ای است.او در سال ۲۰۱۳ نامزد بهترین بازیگر زن در یک فیلم کمدی در جوایز انتخاب بینندگان جادوی آفریقا شد.

## پیشه
حرفه بازیگری اسورو در سال ۲۰۰۵ زمانی که دوستش بووی برای بازی در سریال خانواده گسترده او را انتخاب کرد، آغاز شد. با این حال، زمانی که در سریال تلویزیونی مشکلات کلینیک در نقش پرستار ابیگیل ظاهر شد، بیشتر مورد توجه قرار گرفت.
در فهرستی که در سال ۲۰۱۳ توسط گروه ونگارد گردآوری شد، اسورو به عنوان یکی از ده بهترین بازیگر زن جدید در صنعت سینما معرفی شد.

## زندگی شخصی
اسورو در ایالت لاگوس بزرگ شد.او در دانشگاه ابوجا در رشته علوم سیاسی تحصیل کرد.
در نوامبر ۲۰۱۵، او با یوبی فرانکلین ازدواج کرد.این زوج در ژانویه ۲۰۲۰ طلاق گرفتند.

## فیلم‌شناسی

### تلویزیون
- خانواده گسترده (به عنوان فریدا)
- قلع[۱۲]
- مسائل کلینیک (به عنوان پرستار ابیگیل)
- طعم عشق
- رنگ فریب‌ها

### فیلم‌ها
- تلاش (۲۰۱۳)
- من اکنون وتین (۲۰۱۳) را به عنوان آماکا رای دادم
- همسایه همسایه
- اتاق مخفی (۲۰۱۳) در نقش ادنا اوجی
- Fool's Paradise (۲۰۱۵) در نقش میلدرد
- معامله واقعی (۲۰۱۵)
- Couple of Days (۲۰۱۶) در نقش سینتیا
- با نامزدها (۲۰۱۷) به عنوان Ifeanyi آشنا شوید
- A Lot Like Love (۲۰۱۸) در نقش یاس
- Merry Men: The Real Yoruba Demons (۲۰۱۸) در نقش خانم آنیانوو
- Jumbled (۲۰۱۹) در نقش Adaeze
- تاریخ تغییر (۲۰۱۹)
- طلاق (۲۰۲۰) در نقش آماکا
- All Shades of Girls (۲۰۲۰) در نقش ادوین
- آوریل دوش (۲۰۲۱) در نقش لیندا
- مددلر (۲۰۲۲) در نقش همسر بانکول
- او (۲۰۲۲) در نقش خانم تامپسون
- سکته‌های مختلف (۲۰۲۳) به عنوان Onyinye
- دستیار ویژه (۲۰۲۳) در نقش ونسا
- Casa De Novia ۲۰۲۴) در نقش Ezinne[۱۳]

## جوایز و نامزدی
| سال  | جایزه                          | دسته‌بندی | نتیجه  | رفر |
| ---- | ------------------------------ | --- | ------ | --- |
| ۲۰۱۳ | انتخاب بینندگان فیلم‌های آفریقا | style="background: #FDD; color: black; vertical-align: middle; text-align: center; " class="no table-no2"\|نامزدشده | [ ۱۴ ] |     |
| ۲۰۱۹ | بهترین جوایز نالیوود           | style="background: #FDD; color: black; vertical-align: middle; text-align: center; " class="no table-no2"\|نامزدشده | [ ۱۵ ] |     |